# Ан Голон
Симон Шанже (на френски: Simone Changeux) е френска журналистка и писателка на бестселъри в жанра исторически роман, приключенски роман и биография. Пише под псевдонимите Ан Голон (на френски: Anne Golon) или Сержан Голон (Sergeanne Golon), Жоел Дантерн (на френски: Joëlle Danterne) и Ан Серво (Anne Servoz).

## Биография и творчество
Симон Шанже е родена на 17 декември 1921 г. в Тулон, Франция, в семейството на морски офицер. Прекарва детството си в Шербур, а юношеството си във Версай. От малка проявява влечение към рисуването. Още като ученичка започва да пише.
Първият ѝ роман „Au pays de derrière mes yeux“ (Страна за моите очи) е публикуван през 1943 г. под псевдонима Жоел Дантерн. През 1947 г. започва работа като журналист на свободна практика в Конго. Докато работи в Конго през 1947 г., среща ерудирания геолог Всеводод Сергеевич Голубинов, с когото се женят. Имат четири деца. Той е публикувал книга под псевдонима Серж Голон, който става основа за съвместния им псевдоним. Съпругът ѝ умира през 1972 г.
През 1949 г. семейството се връща във Франция. Във Версай пишат заедно статии и биографични романи. Със съпруга си решават да пишат приключенски исторически роман като използват псевдонимите Ан и Серж Голон. Тя пише текста на, а той прави проучванията на историческите факти.
Първият им роман „Анжелик, маркизата на ангелите“ от едноименната поредица е публикуван през 1956 г., първо в Западна Германия. Прототоп на главната героиня е Анжелик де Санче де Монтелуп, графиня на Пейрак, Маркиз де Плесис-Белиере (наречена Маркизата на ангелите), живяла по време на управлението на Луи XIV. Книгите от поредицата стават популярни и през 1964 г. е направена първата екранизация с участието на Мишел Мерсие и Робер Хосейн.
През 1959 г. семейството се премества в Кранс-Монтана в Швейцария. След последната си геоложка мисия в Африка през 1961 г., съпругът ѝ става художник и рисува до смъртта си.
След 2006 г., след 10-годишен спор за авторските права, писателката ревизира издадените книги от паредицата „Анжелик“, тъй като издателите са премахвали или ревизирали оригиналния текст, и допълва книгите с нови части. Общо книгите от поредицата са издадени в над 100 милиона екземпляра по света.
През 2010 г. е удостоена с наградата „Офицер на Френския орден на изкуството“.
Симон Шанже умира на 14 юли 2017 г. в Ле Шене, Франция.

## Произведения

### Като Ан Голон (самостоятелно или със Серж Голон)

#### Серия „Анжелик“ (Angélique)
1. Angélique, marquise des anges (1956)
Анжелик, маркизата на ангелите, изд. „Свят“ (1993), прев. Бояна Петрова
2. Le Chemin de Versailles (1958)
Анжелик, пътят към Версай, изд. „Свят“ (1994), прев. Красимир Петров
3. Angélique et le roy (1959)
Анжелик и кралят, изд. „Свят“ (1994), прев. Красимир Петров
4. Indomptable Angélique (1960)
5. Angélique se révolte (1960)
6. Angélique et son amour (1961)
7. Angélique et le nouveau monde (1964)
8. La Tentation d'Angélique (1966)
9. Angélique et la démone (1972)
10. Angélique et le complot des ombres (1976)
11. Angélique à Québec (1980)
12. Angélique, la route de l'espoir (1984)
13. La Victoire d'Angélique (1985)

#### Самостоятелни романи
- Les Géants du Lac (1953)
- Le Cœur des Bêtes Sauvages (1962)
- Cartouche ()
- La Duchesse de Chevreuse ()
- Savorgnan de Brazza ()
- Raspoutine ()

### Като Жоел Дантерн

#### Самостоятелни романи
- Au pays de derrière mes yeux (1943)
- Le Caillou d'or (1946)
- Master Kouki (1947)
- La Patrouille des Saints Innocents (1949)
- La Caisse de Limba (1951)
- Alerte au Tchad (1952)

### Екранизации
- 1946 Maman de secours
- 1947 La femme en rouge
- 1964 Анжелик, маркизата на ангелите, Angélique, marquise des anges
- 1965 Великолепната Анжелик – по „Le Chemin de Versailles“
- 1966 Анжелик и кралят, Angélique et le roy
- 1967 Неукротимата Анжелик, Indomptable Angélique
- 1967 Anjelik Osmanli saraylarinda
- 1968 Анжелик и султана, Angélique et le sultan – по „Indomptable Angélique“
- 1968 Anjelik ve Deli Ibrahim
- 2013 Анжелик, Angélique